# Tramvajový trojúhelník Laurová

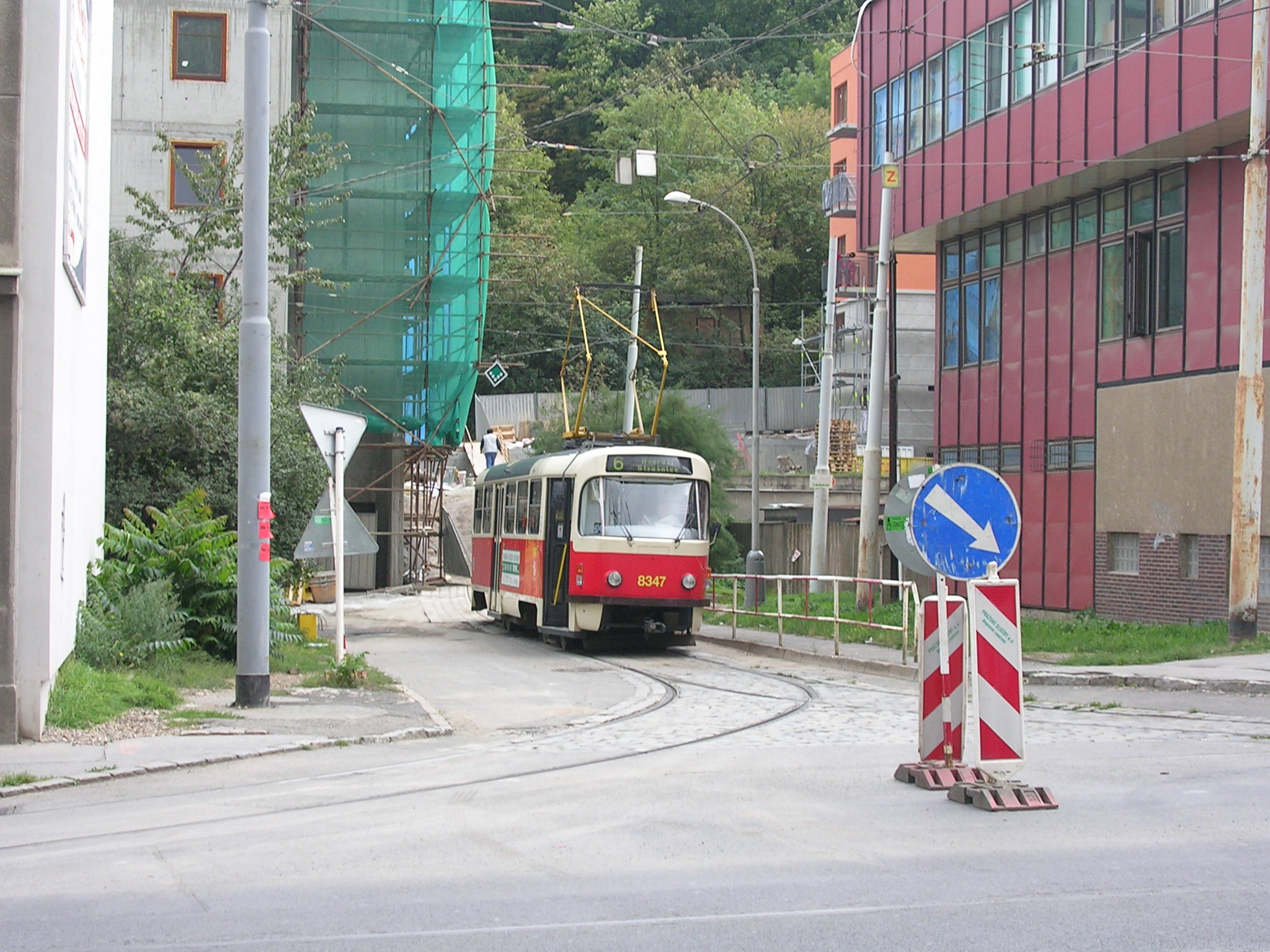
Vratná kolej trojúhelníku Laurová (foto z roku 2007)

Tramvajový trojúhelník Laurová bylo obratiště tramvají na pražském Smíchově provozované v letech 1983–2008 na trati Na Knížecí – Laurová. Vznikl po zrušení koncového úseku trati do smyčky Radlice, ke kterému došlo 1. listopadu 1983. Původně se zvažovalo zrušení celé trati od křižovatky ulic Za Ženskými domovy a Radlická (u terminálu Na Knížecí), nakonec však vznikl provizorní vratný trojúhelník Laurová, který byl zprovozněn 21. listopadu 1983. Ulice za ním byla totiž tak úzká, že se tam jezdilo po jedné koleji a hned vedle byly malé domky. V souvislosti s přestavbou této ulice byly domy zbořeny a ulice rozšířena (přibližně od dnešní zastávky Laurová). Mezi lety 2006 a 2007 vyrostl na Laurové nový obytný dům a trojúhelník (jeho odbočná větev) byl zkrácen. V roce 2008 bylo obratiště zrušeno a trať prodloužena ke stanici metra Radlická do nové smyčky.
Tramvaje zde obracely následovně: zajely na konec trati, zacouvaly do trojúhelníku (čelem k výjezdové výhybce) a poté vyjely zpět na trať.